# Mauleo
Mauleo ist ein osttimoresischer Ort im Suco Leohito (Verwaltungsamt Balibo, Gemeinde Bobonaro). Er liegt im Südosten der Aldeia Aiasa in einer Meereshöhe von 142 m, am Ufer des Talau. Das gegenüberliegende Ufer gehört zu Indonesien. Westlich erhebt sich der Foho Aiasa (464 m) und südwestlich der Foho Ata (435 m). Ein Bachlauf bildet zwischen den Bergen ein schmales Tal, das zu Mauleo führt. Zu dem kleinen Dorf führt keine Straße.